# 더 컬러 퍼플
《더 컬러 퍼플》(영어: The Color Purple)은 앨리스 워커의 1982년 소설이다. 1983년 픽션 부문으로 퓰리처상을 수상하였다. 후에 영화화 · 뮤지컬화되었다.
이 소설은 여러번 검열의 주요 타겟이 되었기 때문에 '미국 도서관 협회'에서 2000-2010 기간 동안 100권의 가장 도전적인 책에 17번째로 선정되었다.  2003년에는 BBC에서 주관하는 영국에서 가장 사랑받는 소설의 명단에 올랐다. 

## 내용
가난한 아프리카계 미국인인 첼리는 1900년대 초에 조지아의 한 도시에 산다. 그녀는 그녀의 아버지 알폰소가 그녀를 때리고 강간하기 때문에 신에게 편지를 쓴다.  강간으로 인해, 그녀는 두 아이를 낳는 데, 그들의 이름은 올리비아와 아담이었다.  그들을 모두 그녀의 부친 알폰소가 데리고 간다.  미스터라고 불리는 한 농부가 알폰소에게 첼리의 여동생 네티와 결혼할 수 있도록 허락해 달라고 부탁했으나 알폰소는 그녀 대신 첼리를 허락한다.  첼리는 미스터에 의해 능욕당하고,  그의 전처 자식들로 부터도 무시를 당한다.  

## 영화화
- 컬러 퍼플 (1985년 영화)
- 컬러 퍼플 (2023년 영화)

## 같이 보기
- 흑인 여성주의